# Madras Christian College
Le Madras Christian College (MCC) est un établissement d'enseignement supérieur indien affilié à l'université de Madras tout en jouissant d'un large degré d'autonomie. Son campus principal est situé dans le quartier de Tambaram à Chennai. Fondé en 1837, le MCC est l'une des plus anciennes institutions de ce type en Asie encore en activité.

## Histoire
Le MCC tire ses origines d'une petite école pour garçons créée en 1835 par deux aumôniers de l'Église d'Écosse à Madras, les révérends George James Laurie et Matthew Bowie, qui ont fondé la St. Andrew's School sur Randalls Road d'Egmore, à Madras. Le collège s'est développé à partir de l'école sur un campus boisé de 275 acres (1,11 km2) sous la direction du Dr William Miller, pédagogue, qui a créé des foyers et plusieurs associations académiques et culturelles, qui ont fait du MCC une institution éducative de premier plan en Asie du Sud. En conséquence, l'institution, sous la direction du Révérend William Skinner entre 1909 et 1921, a lancé le projet Tambaram en 1919. Le 30 janvier 1937, le gouverneur de Madras, Lord Erskine, a déclaré ouverts les premiers bâtiments du campus. L'auberge de jeunesse a cédé la place à trois résidences, Selaiyur, Thomas et Heber, qui sont aujourd'hui des communautés étudiantes semi-autonomes. Les étudiantes ont été admises de manière régulière à partir de 1939, et un foyer pour elles a été créé à Guindy en 1950. Ce foyer est devenu une résidence pour femmes sur le campus, Martin Hall, nommée d'après Agnes Martin, en 1968, suivie de Margaret Hall en 2008 et Barnes Hall en 2016.

## Départements
- Commerce
- Économie
- Anglais
- Histoire
- Archéologie
- Philosophie
- Sciences politiques
- Administration publique
- Travail social
- Tamoul
- Chimie
- Biologie végétale et Biotechnologie végétale
- Physique
- Mathématiques
- Statistiques
- Zoologie
- Journalisme
- Communication de masse
- Communication visuelle
- Administration des affaires
- Géographie, tourisme et gestion des voyages
- Éducation physique
- Microbiologie
- Applications informatiques

## Célèbres étudiants
- Sarvepalli Radhakrishnan, deuxième président de l'Inde[1].
- Sir R.K.Shanmukham Chetty, ministre des finances de l'Inde indépendante.
- S.Satyamurti, militant pour l'indépendance, homme politique et avocat.
- K.K.Venugopal, procureur général de l'Inde.
- Indra Nooyi, présidente et PDG de Pepsico[2].
- Bunyan Edmund Vijayam, géologue, Université d'Osmania.
- Benny Dayal, chanteur[3].
- Tempa Tsering
- Penpa Tsering, homme politique tibétain.
- Tsering Wangmo
- Tenzin Phuntsok Doring